# Ammodendron bifolium
Ammodendron es un género de plantas fanerógamas perteneciente a la familia Fabaceae. Es originaria de Asia Central donde se distribuye por China, Kazajistán y Uzbekistán. Ammodendron bifolium se distribuye en China

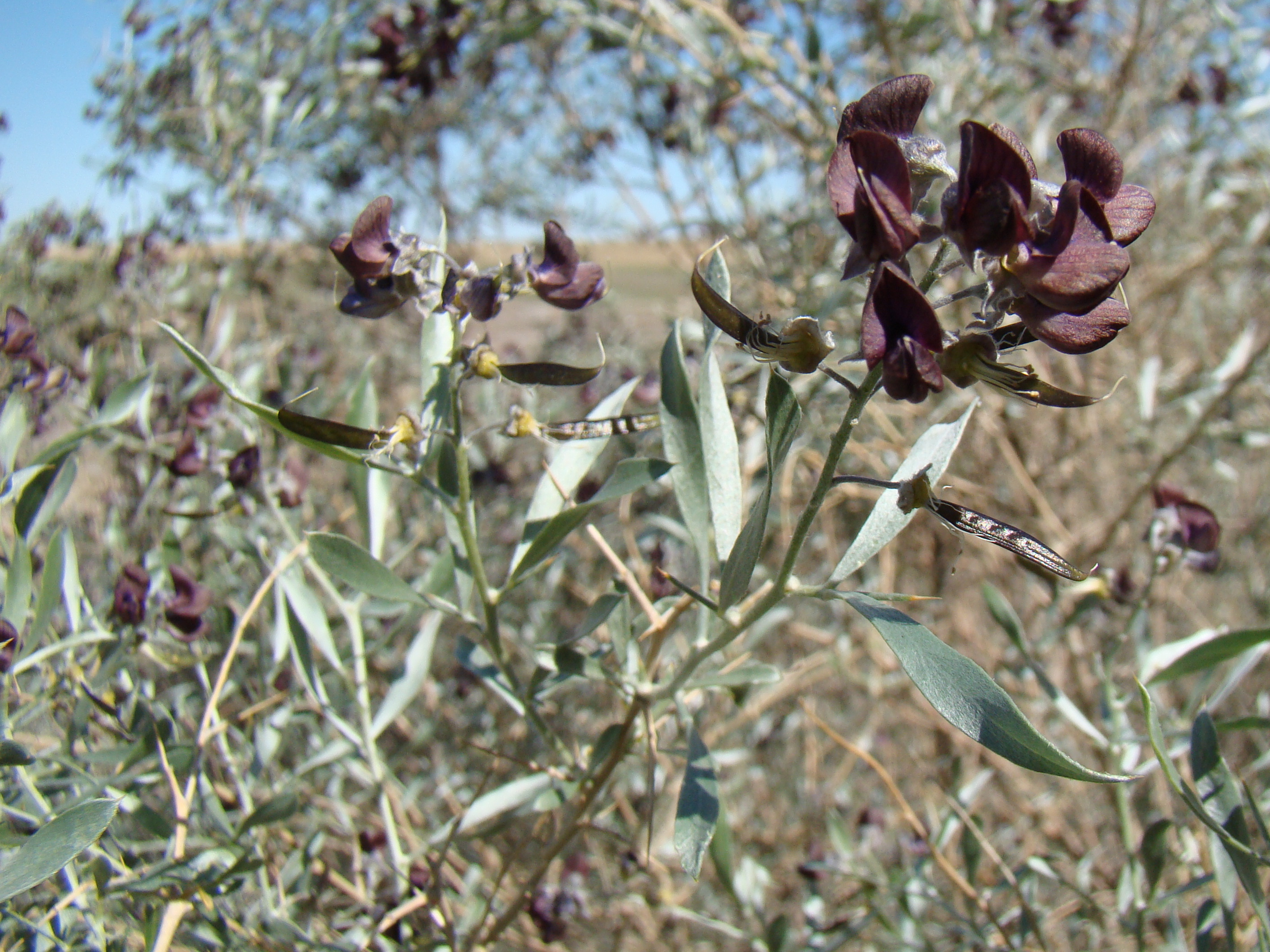
Vista de la planta

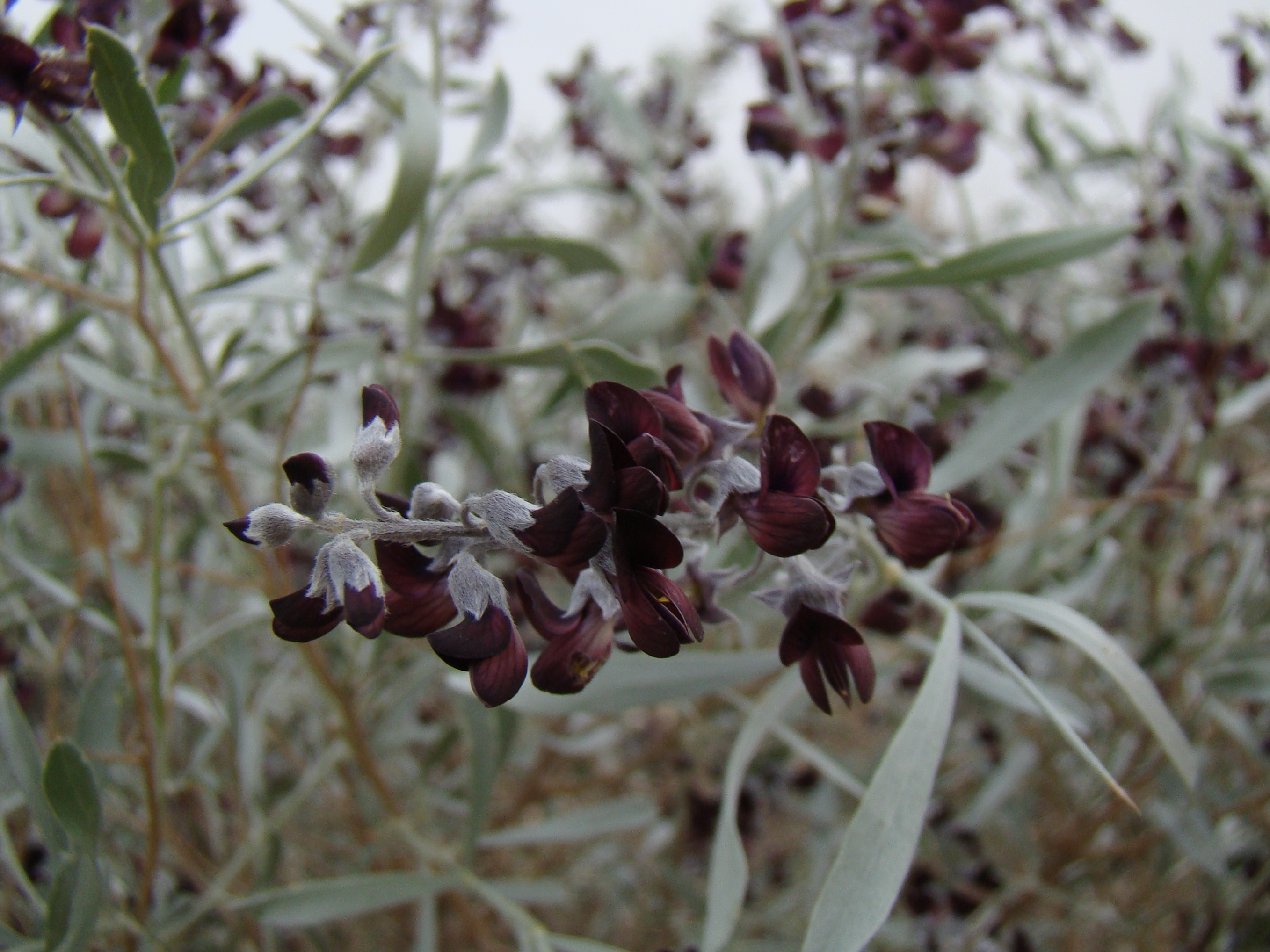
Detalle

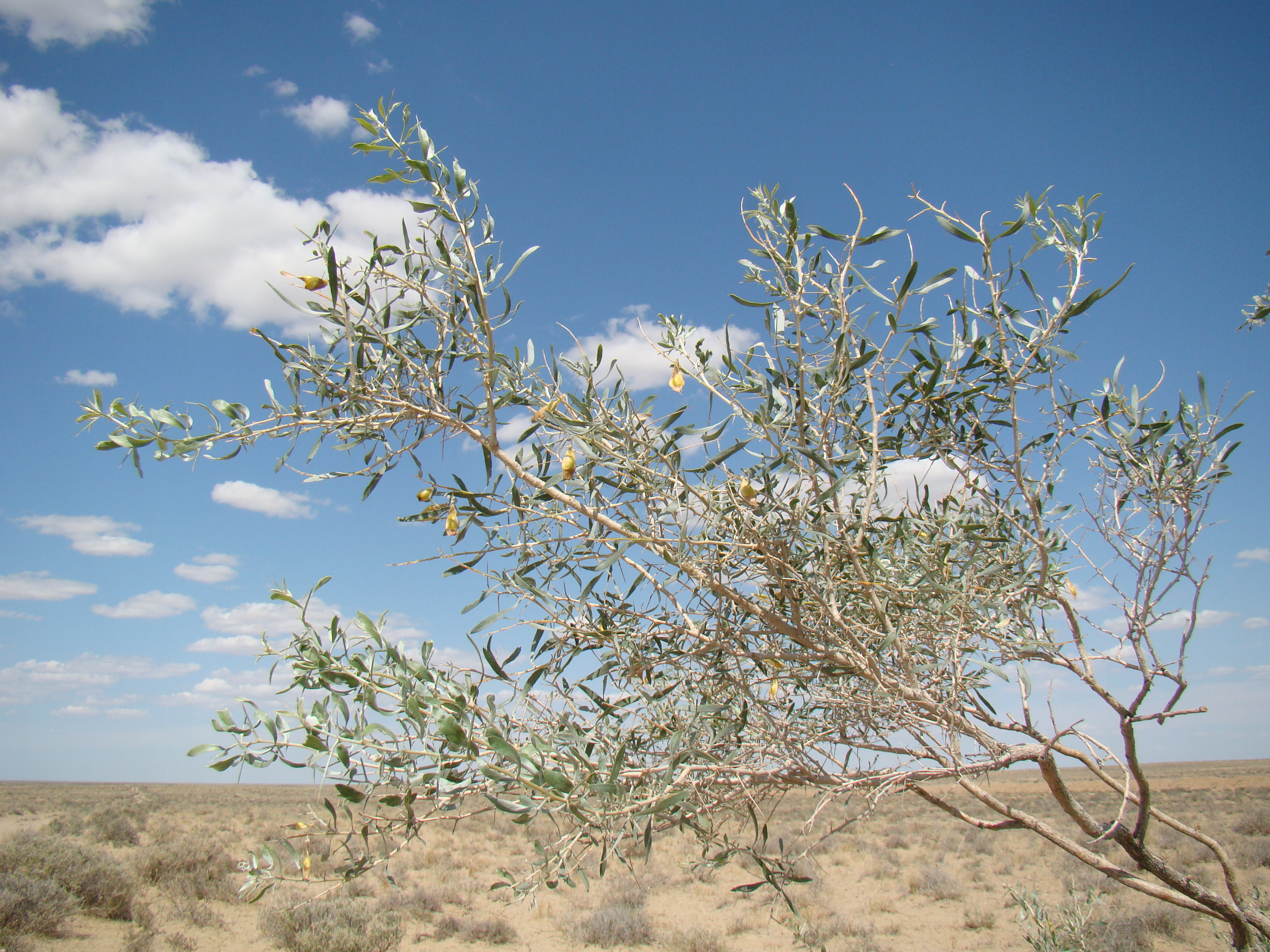
En su hábitat

## Descripción
Son arbustos, que alcanzan un tamaño de 30-150 cm de altura. Con ramas y hojas pubescentes en blanco y gris. Hojas paripinnadas, 2-folioladas, con un ápice espinoso; estípulas espinosas, persistente, de 1-2 mm; pecíolo igual a folíolos de longitud. La inflorescencia es terminal en forma de racimo de 3-5 cm. Pedicelo 4-8 (-10) mm.  Corola de color púrpura oscuro, de 5-7 mm. Los frutos son legumbres planas, oblongo-lanceoladas de 18-20 × 5-6 mm, glabras o pilosas en el tallo, con 2 alas a lo largo de la sutura, indehiscente, con 1 o 2 semillas. Fl. mayo-junio, fr. junio-agosto.

## Taxonomía
Ammodendron bifolium fue descrita por Pallas y publicada Yakovlev en Botanischeskii Zhurnal. Moskow & Leningrad (St. Petersburg) 57(6): 592. 1972.
Etimología
Ammodendron: nombre genérico que deriva de las palabras griegas: άμμος ammos ("arena") y δένδρον dendron ("árbol").
bifolium: epíteto latíno que significa "con dos hojas"
Sinonimia
- Ammodendron argenteum (Pall.) Kuntze
- Ammodendron floribundum V.J.Zinger
- Ammodendron lehmannii Bunge
- Ammodendron sieversii Fisch.
- Podalyria argentea (Pall.) Willd.
- Sophora argentea sensu Pall.
- Sophora argentea Pall.
- Sophora bifolia Pall.[6][7]